# 王德馨 (1888年)
王德馨（1888年3月27日—1983年7月29日)，廣東省東莞縣人，中國第一代女西醫、王肇枝中學創辦人、曾任香港禮賢會(Rhenish Church)總會顧問。

## 家庭

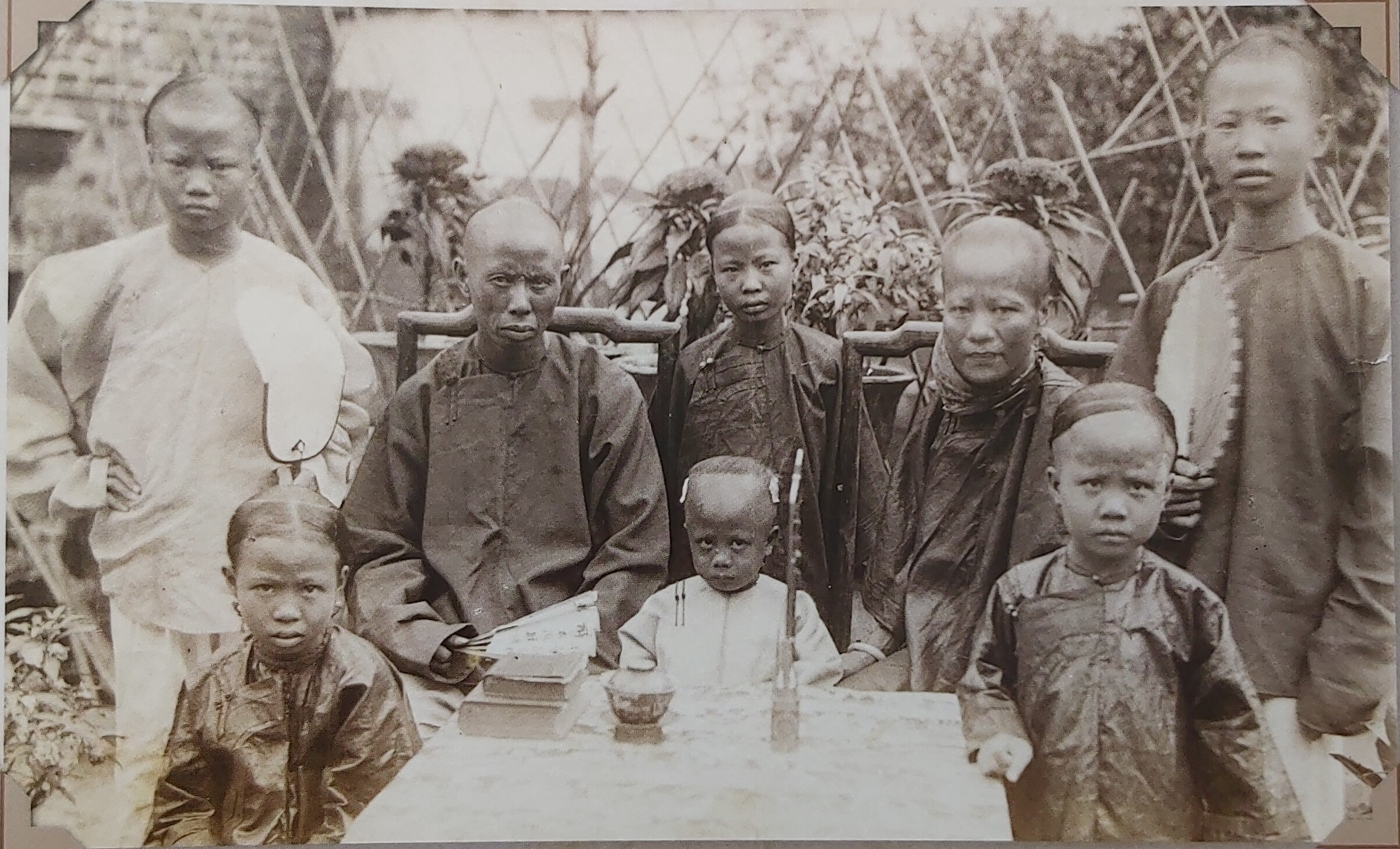
王德馨（前排右一）全家幅。原載於「中華基督教禮賢會歷史圖片集1847-2017」

王德馨父親王肇端為禮賢會傳道。按禮賢會香港區會所印行的「中華基督教禮賢會在華傳教史1847-1947」記載，王肇端諱名立、號肇端、字建初，1852年3月10日生於廣東歸善縣水逕鄉。
王肇端十五歲前住虎門跟隨著名傳教士漢學家花之安牧師（Rev. Ernst Faber, 1839–1899）學習，同學有黎福池(後為道濟會堂長老)及馮道培諸人。

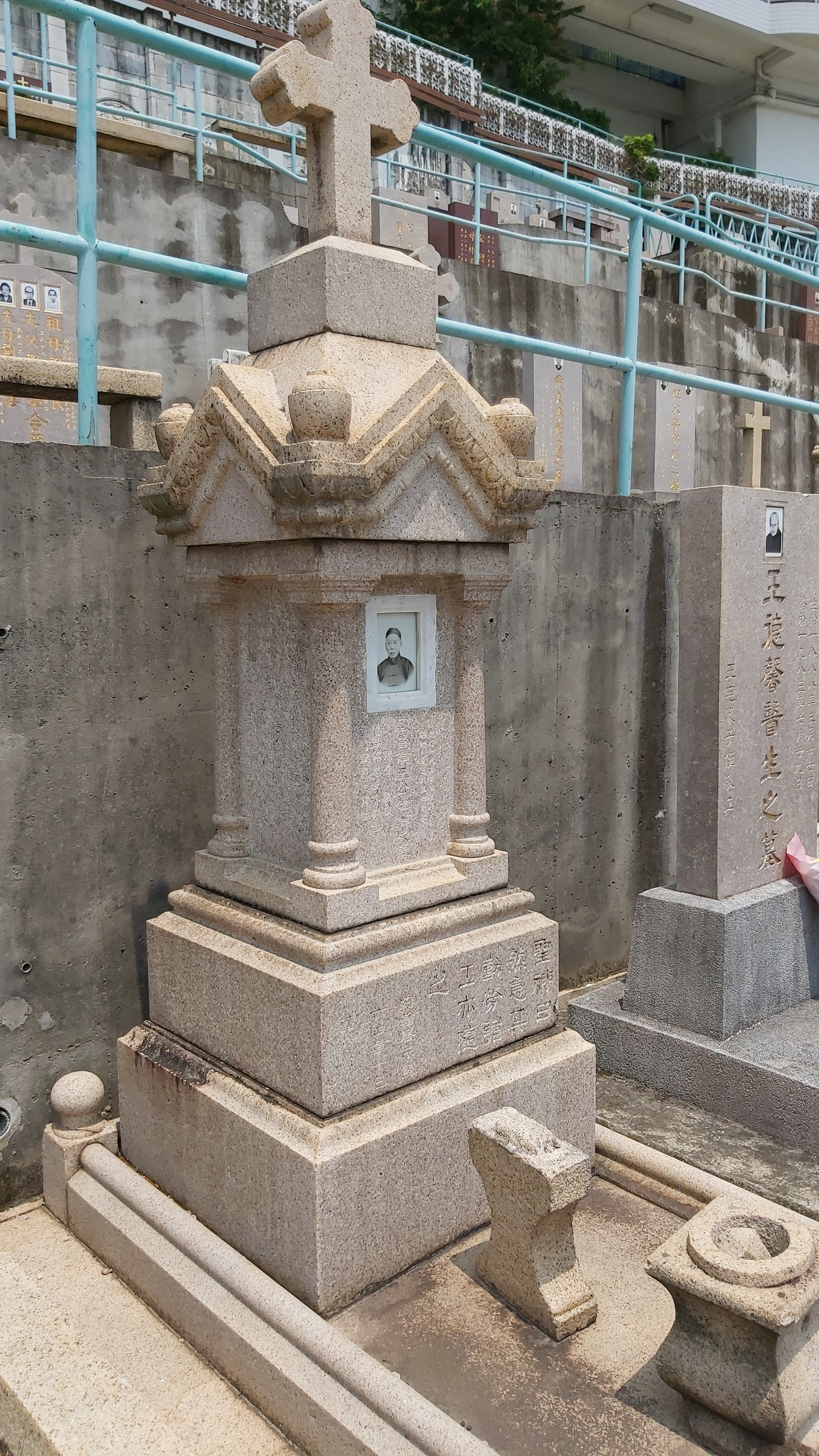
王肇端之墓

王肇端十七歲移居石龍，就學於公孫惠牧師(Rev. Adam Krolczyk, 1860-1870)。二十歲時東莞反教風氣甚盛，粵省謠傳教士迷惑婦女，舉凡傳道人所到之處多被搶掠毆打，堂址多被倒亂拆毀，王肇端隨公孫惠牧師移居香港，其後又輾轉移居虎門、廣州及福永，二十六歲與黎單枝女士成婚。
王肇端於禮賢會任職四十載，1928年4月8日於香港去世，安葬薄扶林基督教墳場。去世之日有三子(愛棠、蔭棠、頌棠)及三女(敬歡、德馨、亦歡)。
王德馨之兄長王愛棠(1881/7/10-1957/5/21)為禮賢會牧師。1909年王愛棠來港接替王謙如牧師牧養禮賢會香港堂信眾，又創辦禮賢女校，並於1910年至1949年間擔任校長。1922年與其他人士成立「反對蓄婢會」，倡議廢除奴婢制度，取締中國社會舊有之蓄婢習俗。

王愛棠牧師協理省港兩地禮賢會務，歷任香港禮賢總會副會長等職務。日治期間，王愛棠牧師擔任「香港華人基督教聯會」主席。1957年王愛棠牧師去世，與妻趙悅瓊合葬薄扶林基督教墳場。

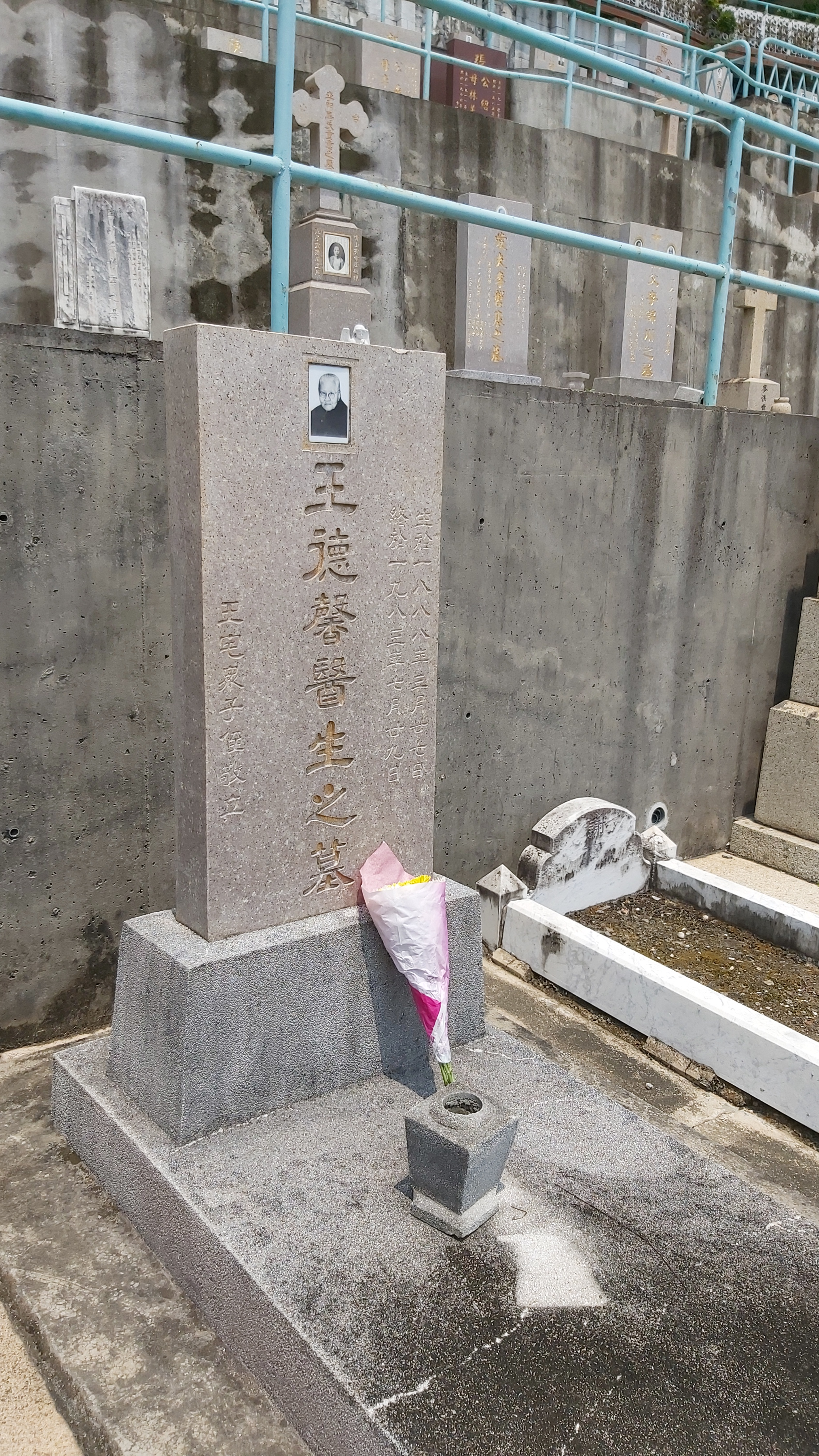
王德馨之墓

## 與禮賢會之淵源
王德馨之曾祖父王勝侶及祖父王振光皆為禮賢會教徒。父親王肇端為禮賢會傳道、三名兄弟王蔭棠、王愛棠及王頌棠亦於禮賢會擔任傳道或牧師之職。王愛棠歷任香港禮賢總會副會長等職務，王頌棠牧師曾任禮賢會廣州堂堂主任。

## 生平

### 習醫與行醫時期
王德馨早年於廣州夏葛女子醫學院（Hackett Medical College for Women）習醫，屬中國第一代女西醫。畢業後先後於柔濟醫院（David Gregg Hospital）及保生醫院（Po Sang Hospital）行醫。1920年代，王德馨已經為廣州著名產科醫生，上述保生醫院更係由王德馨本人開設，並擔任院長。
1927年，據傳王德馨曾經為周恩來之夫人邓颖超接生嬰兒，並協助鄧頴超逃避國民政府追捕，由广州市避走至香港。
按禮賢會香港區會所印行的「中華基督教禮賢會在華傳教史1847-1947」記載，王德馨於1947年捐款30萬元興建廣州大德路133號禮賢會堂，該堂曾經為禮賢會廣州教區之總堂。

### 創辦王肇枝中學
王德馨於1949年移居香港並退休。為使貧苦學子得以接受全面中學教育及宣揚基督教義，乃捐贈港幣25萬5千元，再得教育司署撥地及資助相等的款額，於大埔墟廣福道182號興建一所中學。為紀念已故雙親王肇端先生及黎單枝女士，遂從他們之名字中各取一字，命名「王肇枝中學」。該校於1960年1月落成，同年2月8日正式開課，是大埔首間開設中、英文部及初中、高中班級之政府津貼中學。首屆校監為曾任教育司署助理教育司黃國芳先生，首任校長為退休教育官馮銳韶太平紳士。1966年，王德馨再捐贈港幣十餘萬元，以興建第二座校舍，加上銀行貸款及政府資助，翌年新校舍落成啟用。1970年，第二座校舍側翼亦告擴建完竣。

### 去世
王德馨於1983年7月29日於播道醫院去世。安葬薄扶林基督教墳場其父親王肇端之墓側。王德馨去世前為香港禮賢會總會顧問。